# Astragalus devestitus
Astragalus devestitus es una especie de planta del género Astragalus, de la familia de las leguminosas, orden Fabales.

## Distribución
Astragalus devestitus se distribuye por Kirguistán (Tianshan).

## Taxonomía
Fue descrita científicamente por Pazij & Vved. Fue publicada en Bot. Mater. Gerb. Inst. Bot. Akad. Nauk Uzbeksk. S.S.R. 13: 23 (1952).